# Pontevedra Club de Fútbol

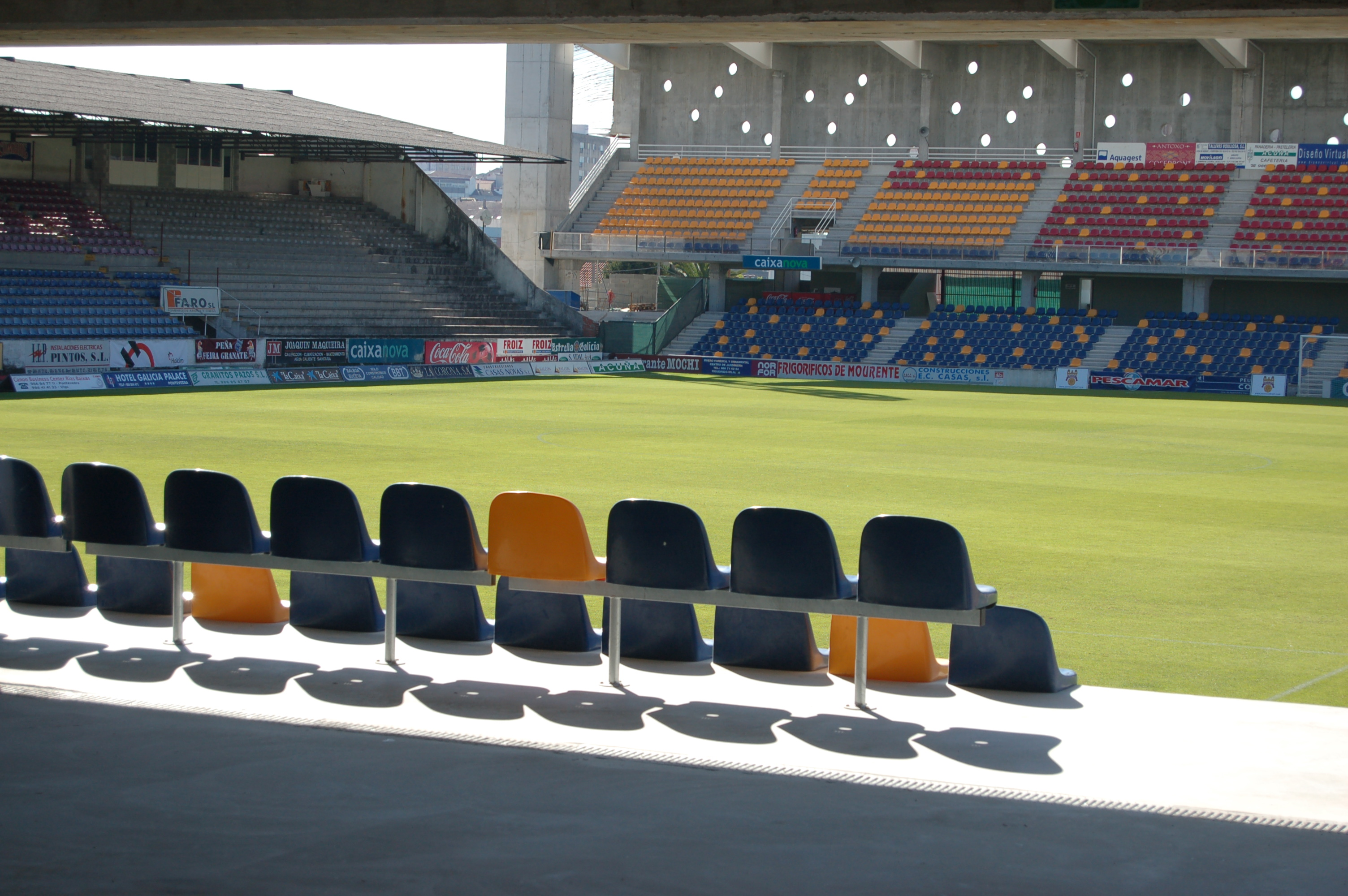
Lo stadio comunale Pasarón

Il Pontevedra Club de Fútbol è una società calcistica spagnola con sede nella città di Pontevedra, in Galizia. 
Gioca nella Segunda División RFEF, la quarta serie del campionato spagnolo.

## Statistiche e record

### Partecipazione ai campionati
Campionati su base nazionale e interregionale
| Livello | Categoria             | Partecipazioni | Debutto   | Ultima stagione | Totale |
| ------- | --------------------- | -------------- | --------- | --------------- | ------ |
| 1º      | Primera División      | 6              | 1963-1964 | 1969-1970       | 6      |
| 2º      | Segunda División      | 9              | 1960-1961 | 2004-2005       | 9      |
| 3º      | Tercera División      | 19             | 1943-1944 | 1975-1976       | 56     |
| 3º      | Segunda División B    | 36             | 1977-1978 | 2020-2021       | 56     |
| 3º      | Primera Federación    | 1              | 2022-2023 | 2022-2023       | 56     |
| 4º      | Tercera División      | 7              | 1981-1982 | 2014-2015       | 10     |
| 4º      | Segunda División RFEF | 1              | 2021-2022 | 2021-2022       | 10     |
| 4º      | Segunda Federación    | 2              | 2023-2024 | 2024-2025       | 10     |

## Palmarès

### Competizioni nazionali
- Segunda División: 2

1962-1962 (gruppo I), 1964-1965 (gruppo I)
- Segunda División B: 2

2003-2004, 2006-2007
- Segunda Federación: 2

2021-2022 (gruppo 1), 2024-2025 (gruppo 1)
- Copa Federación de España: 2

2006-2007, 2017-2018